# Asperula abbreviata
Asperula abbreviata là một loài thực vật có hoa trong họ Thiến thảo. Loài này được (Halácsy) Rech.f. mô tả khoa học đầu tiên năm 1943.